# Rezerwat przyrody Szum
Rezerwat przyrody Szum – krajobrazowy i leśny rezerwat przyrody znajdujący się na terenie gminy Tereszpol, w powiecie biłgorajskim, w województwie lubelskim. Leży w otulinie Roztoczańskiego Parku Narodowego.
- położenie geograficzne: Roztocze Środkowe
- powierzchnia (według aktu powołującego): 16,96 ha
- powierzchnia (dane nadesłane z nadleśnictwa): 18,03 ha[3]
- rok utworzenia: 1958
- dokument powołujący: Zarządzenie Ministra Leśnictwa i Przemysłu Drzewnego z dnia 18 lipca 1958 roku w sprawie uznania za rezerwat przyrody (MP nr 63, poz. 362).
- przedmiot ochrony (według aktu powołującego): zachowanie przełomu rzeki Szum przez strefę krawędziową Roztocza Środkowego. Rzeka Szum tworzy tu liczne, małe wodospady, zwane „szumami”[3].

W rezerwacie występują liczne gatunki chronione: parzydło leśne, pomocnik baldaszkowy, rosiczka okrągłolistna,
rosiczka pośrednia, śnieżyczka przebiśnieg, bluszcz pospolity, lilia złotogłów, widłak jałowcowaty, widłak goździsty, widłak wroniec.
Przez teren rezerwatu prowadzi czerwony szlak turystyczny „krawędziowy” oraz dwie ścieżki dydaktyczne – jedna urządzona przez Nadleśnictwo Zwierzyniec, a druga przez Kompanię Piwowarską.